# Andrew DeClercq
Andrew Donald DeClercq (* 1. Februar 1973 in Detroit, Michigan) ist ein ehemaliger US-amerikanischer Basketballspieler. In den 1990er und 2000er Jahren spielte er als Center und Power Forward mit einer Körpergröße von 208 cm in der National Basketball Association (NBA). Er bestritt insgesamt 600 NBA-Spiele, die meisten für die Orlando Magic.

## Sportkarriere

### College
DeClercq studierte an der University of Florida, von 1991 bis 1995 gehörte er der Basketballmannschaft der Hochschule, Florida Gators, an. Die Mannschaft schaffte unter Trainer Lon Kruger im Jahr 1994 zum ersten Mal den Einzug in das NCAA-Final-Four. DeClercq stand in seinen sämtlichen 128 Einsätzen für Florida in der Anfangsaufstellung. Er machte sich insbesondere durch seine Stärke beim Rebound einen Namen. 1995 erlangte DeClercq an der University of Florida einen Bachelor-Abschluss im Fach Geschichte. Mit seinen guten Leistungen im College-Basketball machte er NBA-Mannschaften auf sich aufmerksam und wurde 1995 in der zweiten Runde des NBA-Draftverfahrens an 34. Stelle von den Golden State Warriors ausgewählt.

### NBA
DeClercq spielte in den folgenden zwei Spielzeiten für die Golden State Warriors (1995 bis 1997) sowie anschließend für die Boston Celtics (1997 bis 1999), die Cleveland Cavaliers (1999 bis 2000) und die Orlando Magic (2000 bis 2005). Er kam in 587 NBA-Hauptrundenspielen auf Mittelwerte von 4,8 Punkten und 4,2 Rebounds je Begegnung. In zehn Jahren in der NBA bestritt DeClercq 600 Spiele, er wurde als Center und Power Foward eingesetzt. DeClercq spielte die meiste Zeit seiner Karriere mit der Rückennummer 55, nur bei den Boston Celtics trug er die Nummer 45.

### Trainer
DeClercq wurde an der Montverde Academy im Bundesstaat Florida als Sportlehrer tätig und war an derselben Schule auch als Basketballtrainer beschäftigt.
2010 wurde er Trainer an der Foundation Academy in Jacksonville (Florida). Er betrieb das Unternehmen DeClercq Basketball, mit dem er Basketballtrainingslager für Jugendliche und Einzeltrainingsstunden anbot.

## Leben neben dem Basketball
2005 gründete er in Ocoee (Florida) gemeinsam seiner Ehefrau sowie dem ehemaligen Basketballspieler Keith Tower und dessen Frau eine Kirche (HighPoint Church). DeClercq wurde in der Kirche als Geschäftsführer und Pastor tätig. Zeitweise betätigte er sich auch als Basketballkommentator.